# 清水アリカ
清水 アリカ（しみず ありか、本名：清水 俊貴（しみず としき）、1963年2月1日 - 2010年9月4日）は、日本の小説家。兵庫県神戸市出身。同志社大学文学部英文科卒。

## 経歴
広告代理店勤務、コピーライターを経て、1990年第14回すばる文学賞を「革命のためのサウンドトラック」で受賞した。
2010年9月4日、転移性肺がんのため東京都三鷹市の病院で死去。47歳没。没後に河出書房新社より全集が刊行。解説は椹木野衣が寄せた。

## 著書
- 『革命のためのサウンドトラック』集英社、1990年12月
- 『天国』大栄出版、1993年4月
- 『デッドシティ・レイディオ』集英社、1993年9月
- 『チャーリーと水中眼鏡』河出書房新社、1999年6月
- 『清水アリカ全集』河出書房新社、2011年8月
- 『昆虫の記憶による網膜貯蔵シェルター、及びアンテナ』月曜社、2012年4月

## 翻訳
- 『トルネイド・アレイ』ウィリアム・S・バロウズ、思潮社、1992年6月